# ワンダープロジェクトJ2 コルロの森のジョゼット
『ワンダープロジェクトJ2 コルロの森のジョゼット』（ワンダープロジェクトジェイツー コルロのもりのジョゼット）は、1996年11月22日、エニックス（現：スクウェア・エニックス）から発売されたNINTENDO 64用育成シミュレーションゲーム。
前作の『ワンダープロジェクトJ 機械の少年ピーノ』と併せて「ワンダープロジェクトJシリーズ」と呼ばれている。
2010年4月12日には、iモード（携帯アプリ）にて配信された。携帯アプリ版の特徴として、オリジナルの会話シーンが追加されている。
キャラクターデザインは、ジブリなどで活躍するアニメーターの山下明彦。

## システム
基本的には前作と同様に、プレイヤーは鳥型インターフェイスロボ・バードを操作し、世間知らずのギジン「ジョゼット」に何かの道具を提示し、行動を見てその使い方が正しい・正しくないと指示することで育成していく。しかし、前作と違い道具の使い方を覚えてイベントをクリアしていくタイプではない。
本作では、ゲーム中でジョゼットのステータスおよび、言動が変化する様々な性格回路（積極・友好的および消極・反抗的な対構造）の閾値は、いわゆる「内部パラメーター」となっており、ジョゼットに話し掛けることでおおまかに確認することはできるが、あくまで自分の感覚と言う形で応答するため数値として確認することができない（性格的な回路については条件を満たした際に起動のタイミングが事前に告知され、起動の可否は可能）。これは前作においてコミュニケーションアドベンチャーゲームという新たなジャンルを追求したが、ユーザーからは育成シミュレーションゲームの一種として扱われてしまったことに対する調整の一つであり、現実に人と接する場合には相手のステータスは見えないからという意味もあるとスタッフは語っている。
前作が一本道で自由度の低い作りだったのに対し、本作ではやり込み要素が深く自由度が高い。例えば映画館に行って映画を見たり、バイトをして小遣いを稼いだり、ドルフィン号の操縦をマスターする為に勉強したりするなど、ブルーランドでの生活をジョゼットと一緒に体感できるのが本作の特徴である。各イベントやアイテムの発見、学習によって会得した能力の獲得などの体験に応じて実積率が増加するやり込み要素も存在する。また、本作では世界初の「人工人格」を搭載することにより、単に決まったリアクションを取るのではなく、自ら思考してプレイヤーに話しかけることも可能にしている。

## ストーリー
ジェペット博士によって作られた最新型のギジン、「ジョゼット」は、ある日突然生みの親であるジェペット博士に呼び出され、そこでジョゼットの教育係となる鳥型ギジン、「バード」と共にブルーランドへ行き、博士の古い知り合いである「プレイヤーさん」という方の世話になりなさい、と告げられる。その後、間も無く博士は倒れ、ベッドで息を引き取る。博士の遺言に従い、何も分からぬジョゼットはバードと共にブルーランドへと渡り、そこで暮らすことになる。そして、ジェペットに頼まれたプレイヤーのあなたはバードを介してジョゼットを導くことになる。

## 登場人物

### 主人公とその関係者
ジョゼット
声 - 日髙のり子
純粋で明るくてちょっとわがままなギジンの女の子。正式名称は“ギジン5984型”。前作のティンカー（ギジン4648号）の人工頭脳をベースに、14 - 15歳ぐらいの少女をイメージして作られた。赤い洗濯ばさみの髪留めに白い服、青いオカリナを胸に下げているのが特徴。ブルーランドでは潜水艦のドルフィン号で生活している。最初は人の死も挨拶もわからず、時には本などを食べてしまうこともあるが、いろいろなことを教えていくことで成長していく。また、人工知能AI以上の人工人格を持っているため、接し方一つで神経質になったり、むやみやたらに明るくなったりする。オカリナにはなんでも願いを叶えることのできる“J”が取り付けられており、それを使用できる唯一の存在であるために、シリコニアンから狙われていた。シリコニアンの攻撃で無惨な姿となったコルロ島に帰還後、Jにコルロ島の大地の復活を願ったために命が尽きかけるが、“Jの目”の力によって本物の人間に転生した。ゲーム中に充電の要請があったとき、これを無視していると倒れてしまい、ゲームオーバーとなる。
バード
ジョゼットに直接命令する鳥型インターフェイスロボで、正式名称は“ギジン5980型”。プレイヤーはこのバードを操作する。ジョゼットよりも早く造られたので、人の死などある程度の知識は持っている。船の爆発の時にジョゼットと離ればなれになるが、ガンテに修理されて再会する。
プレイヤー
見えない世界にいて（本作をプレイして）、この記事を見ているあなたの事。前作のピーノにひき続き、ジョゼットを導いていくことになる。
なおストーリー上、前作のプレイヤーとは同一人物。
ジェペット・ラマルク
前作から登場する、ギジンを創り出した博士。ファムから託された“J”をピーノに取り付けた張本人で、ピーノが破壊された後、ジョゼットに取り付ける。
物語冒頭で、ジョゼットがシリコニアンに追われていることを知り、ジョゼットをブルーランドに行かせ、プレイヤーの世話になれという話をするも、体がすでに限界で話の途中で倒れてしまう。
ベッドの中でジョゼットを説得し、彼女にブルーランドに行く決心をさせた後、そのまま息を引き取る。
前作の経路から「プレイヤー」とは古い知り合いとなっており、プレイヤーの事を信頼している。
ポッコ / ピーノ・コルロ
コルロ島最後の王族で、コルロ王国次期王位継承者。前作の主人公・ピーノが人間に転生した姿である（本人にはギジンだった頃の記憶はない）。泣き虫で少々ひねくれ者だが、優しく素直な心の持ち主。ジョゼットに少し遅れてブルーランドに到着し、当初は彼女に対してひねくれた態度を取ったために怒らせてしまうが、後に和解して良き友人となる。革命団に参加しており、ジョゼットを誘う。エピローグで無事に即位した。
ドロ、ボー
ジョゼットとポッコをブルーランドに送ってきた、コルロ島の2人組の深海漁師。前作（15年前）ではヤマネコ団として義賊をしていた。なお、元リーダーのヤマネコも本作での登場予定があったのだが、カットされたためヤマネコ団としての登場は無くなった。

### ブルーランド島の関係者
アーノルド
ブルーランドに住む少年で、緑色のコートを着ている。実はシリコニアン帝国のブルーランド島総督であり、身分を隠して島民たちの話を聞き、治安を良くしようとしていた。幼少の頃に両親をシリコニアン帝国に殺され、シリコニアン13世に拾われて育つ。そのためシリコニアン帝国に深い恨みを持っており、プロトン鉱石採掘場爆破事件をきっかけにシリコニアンと完全に離別、以後はジョゼットと行動を共にする。
ジョゼットは初対面でナンパしてきた彼のことを「ヘラヘラした、いやらしそうな子」と感じて当初は反発するものの、次第に彼の優しさに魅かれて行き、やがてはっきりと恋心を抱くようになる。このことは、ジョゼットが「恋」の概念を知るきっかけとなった。
ガロン・オネスト
シリコニアン帝国の圧制に反抗するブルーランド革命団のリーダーで、サファイアの父親。家族に迷惑をかけないためにカレン達とは殆ど会っていない。
パール・エレガン
ブルーランド市長の娘。アーノルドに片思いしている。自分が物事の中心にいないと気が済まない性格で、アーノルドとジョゼットの仲に嫉妬するあまり、ジョゼットに何かと意地悪をする。また、偶然聞いたカレンとジョゼット達の会話から、ジョゼットがギジンであることを知り、シリコニアン兵に報告してしまう。シリコニアン兵にブルーランドの島民達が捕らわれた際も、ジョゼットのせいだと糾弾していたが、フラーケンに射殺されそうになったところをジョゼットに助けられたことで、彼女と和解する。
サリー、ヒルダ、ローザ
パールの取り巻きの少女3人組。いつも3人で行動しており、声もハモる。なぜかローザはゴキブリが好きである。

#### 人工島「メガフロート・ノア」
カレン・オネスト
メガフロート・ノアにある居酒屋兼食堂の女将で、サファイアの母。ジョゼットをウエイトレスとして雇ってくれる。さっぱりした性格で、曲がったことが大嫌い。娘のサファイアがヤマネコ団に憧れているのを見て「義賊でも所詮は泥棒」と語っている。
実はジェペット博士とは古くからの知り合い。ジョゼットとピーノの事情も知っており、ジェペットにジョゼットのことを頼まれていた。
当初のストーリーでは、ヤマネコ団のリーダーだったヤマネコ本人であり、メッサラと相打ちになって死亡するという展開が予定されていたが、「人が死ぬシーンが多く救いの無い話になる」という理由で没になり、作中では彼女とヤマネコが同一人物だと明かされることはなくなった。正木らかによる漫画ではメッサラと再会し、彼にヤマネコだと見破られる。
サファイア・オネスト
ガロンとカレンの娘。格闘術が得意で、ゲドー達に襲われそうになったジョゼットを助ける。素直になれない性格ゆえに何かと両親と対立する。昔活躍した盗賊・ヤマネコ団に憧れているが、母親がかつてヤマネコ団のリーダーだったことは知らない。年齢は15〜16歳くらいなので、言葉の通りに取るとヤマネコ団が活動していた頃（15年前）に既に生まれていたことになる。
ホルス、リーダル、ロスタム
カレンの居酒屋の常連客の漁師達。物語中盤で遠洋漁業に出かけていく。
カッツェ
サファイアと親友の野良猫。性別はメス。子猫のためにフィッシャの船から魚を盗んでいた。
ガンテ・ワーカー
深海船の修理工。ジェペットやフラーケンとは共にギジン工学を学んだ同窓生で、ジェペットにジョゼットのことを頼まれていた。ジョゼットがギジンであることを知っても、彼女を差別することなく接し、むしろ「中途半端な奴よりよっぽど人間らしい」という理由で彼女を気に入る。ギジン工学の知識を活かし、ジョゼットが気絶していた時や、腕を吹き飛ばされた時に彼女を修理した。
フィッシャ
ブルーランドのメガフロートノア1番ピアにいる深海漁師。挨拶ができない人は苦手。カッツェに魚を盗まれて苦労している。涙もろい。
クララ
ジョゼットがブルーランド本島の森で出会った盲目の少女。目は見えないが、植物たちの声を聞くことができる。彼女が入院している病院を訪れることで、ジョゼットは人間の「生死」の概念を理解できるようになる。原因不明の不治の病にかかっていたが、後に森の近くで採掘されていたプロトン鉱石による汚染が原因であると判明、以後は快方に向かう。後に療養のため、クロヒゲと共にブルーランドを去った。エピローグではピーノの即位式に参加するためにコルロ島を訪れた。この時は療養のおかげで目も見えるようになっていた。
院長
クララの父親で、人工島病院の院長。
ナース

ファウテル・ハーベン
ハーベン大佐の父で格闘家。故人だが、幽霊としてジョゼットの前に現れ、彼女に格闘術を教える。幽霊であるにも拘らず、何故か腹をすかせていることが多い。

#### ブルーランド本島
ポール
ブルーランドの市役所で働いている役人。ジョゼットのことが好きで、彼女の居場所をシリコニアン兵たちに教えなかったために銃撃されるが、何とか命は取り留めた。
リュミエール
ブルーランドの映画監督。シリコニアンの言いなりになって映画を作るのを嫌い、ジョゼットを主役にして独自に映画を制作した。映画は好評だったものの、シリコニアンの規制にあってフィルムは没収される。最後に残した言葉は「夢よ、また逢おう」。
アラン
リュミエールと一緒に映画を制作している助監督。
ギジンF型
採掘場の親方と共にプロトン鉱石採掘場で働くギジン。

### マジテカの地
ファム・ウィザード
前作で、ジェペット博士の家の隣に住んでいた偏屈な老人で、ジェペットに“J”を託した張本人。恐竜から進化した竜人・マジテカ族の最後の生き残りで、“Jの目”の代弁者として、また「マジテカの地」の守護者として3000年生きている。世界の歴史を話してくれたり、シリコニアンを倒すための手助けをしてくれたりする。シリコニアン滅亡後、“Jの目”と共に消滅する。
Jの目

### その他
ジャイケル
ブルーランドに営業に来ていた大道芸集団・フェリーニ座のダンサーで、映画にも主演している。ジョゼットとも一緒に踊った。次の営業のためにブルーランドから去った後、エピローグではピーノの即位式の際、お祝いにコルロ島を訪れた。
座の名前の元ネタは、イタリア映画監督フェデリコ・フェリーニから。
ザンパーニュ
ブルーランドに営業に来ていたフェリーニ座の団員。体に鎖を巻いて、それを引きちぎるのが得意。ジョゼットが同じことをしてしまったことが原因で、ノイローゼになってしまう。エピローグではコルロ島を訪れ、やはり鎖を使った芸を披露した。
名前の元ネタは、フェデリコ・フェリーニ監督作品『道』の大道芸人ザンパノから。
クロヒゲ
クララの病気を治療するためにブルーランドにやってきた名医。病気の原因さえ分かれば、すぐに特効薬を作れる。後にクララとともにブルーランドを離れた。
グルメン
カレンの居酒屋にしばらく滞在していた世界的に有名なシェフ。ジョゼットの心のこもった料理を食べて感動し、スカウトするが断られる。
海賊長
ジニクチスの船長で、ドルフィン号が故障した時にジョゼットとピーノを助けた。笑うと顔が大きくなる。

### シリコニアン帝国
シリコニアン13世
シリコニアン帝国の女帝で、本名はメデューサ・シリコニアン。美女であるが性格は冷酷極まりなく、自らのプライドの為なら側近や部下も平然と切り捨てる。メッサラと組んでコルロ島を侵略し、ジョゼットの持つ“J”を狙う。“J”の力が手に入らないと知り、消してしまおうとしたが、これがJの目の怒りに触れ、シリコニアンとともに消滅する。
メッサラ
コルロ島の宰相だった邪悪なギジン。前作でのピーノとの戦いで完全に破壊されたと思われたが、首だけの姿で生き残っていた。シリコニアン13世をそそのかしてコルロ島侵略を決行するが、ギジン46号の体内に閉じ込められ、そのまま爆死する。
フラーケン
シリコニアン帝国の科学者で、兵器開発のリーダー。中途半端にギジン工学を学んだが、メッサラをギジン化させ復活させた。顔に刻まれた傷が特徴。ジョゼットを捕らえる指揮をして、また人質であるブルーランド島民の見張りもしていた。島民達と一緒に巨大兵器で破壊されそうになって逃亡し、その後の動向は不明。
ハーベン大佐
シリコニアン帝国親衛隊長。父・ファウテルが格闘家であったため、格闘家の片鱗も見せる。少々融通が利かないが根は優しく真面目な性格で、一般市民に暴行を働いていたバトラーを叱責しているほか、ジョゼットとも仲が良かった。ジョゼットとブルーランド本島にあるシリコニアンの格闘場で対決し、敗れる。
バトラー

ゲドー
雇われで人を影から襲う卑怯な集団のリーダー。初登場時はパールに雇われてジョゼットを襲うが、サファイアに撃退される。2度目はシリコニアンに雇われてジョゼットを襲うが、今度はジョゼット本人に撃退された。
ギジン46号
シリコニアンがコルロ島のギジンを改造した兵器。ジニクチスを襲撃するが、コルロ島のギジンの心を感じ取ったジョゼットの必死の説得によってジェペット博士の教えを思い出した直後に自爆する。

## 作中用語
回路J
搭載したギジンの願いを叶える力を持つ回路。
ギジン
人型のロボット全般を指す。プリンが大好物。

## 評価
本作は前作を発展させたゲーム性に加え、ハードを新たにしたことでより磨きのかかったキャラクターの魅力などで高い評価を獲得したが、売り上げは思うように伸びなかったという。
一説にはユーザー間でテレビCMの内容のためにギャルゲーと勘違いされてしまい売上が伸びなかったのではないかとも言われている。。

## 関連商品
攻略本
- ワンダープロジェクトJ2 コルロの森のジョゼット 公式ガイドブック（ISBN 4870-25-9311、エニックス）
- ワンダープロジェクトJ2 コルロの森のジョゼット ファンブック（ISBN 4796-61-1673、宝島社）

コミックス
- ギャグ王コミックス ワンダープロジェクトJ2 コルロの森のジョゼット（作：正木らか、ISBN 4870-25-655X、エニックス）
- ワンダープロジェクトJ2 コルロの森のジョゼット 4コママンガ劇場（ISBN 4870-25-9508、エニックス）
- スーパーコミック劇場Vol.3 ワンダープロジェクトJ（ISBN 4870-25-9281、エニックス）

サウンドトラック
- ワンダープロジェクトJ2 コルロの森のジョゼット オリジナル・サウンドトラック（TOCT-9798、東芝EMI）

その他
- ワンダープロジェクトJ2 コルロの森のジョゼット デスクトップユーティリティ（Windows 95、TORM-6002、東芝EMI）